# Nihoa-Rohrsänger
Der Nihoa-Rohrsänger (Acrocephalus familiaris kingi) ist ein Singvogel aus der Gattung der Rohrsänger. Er ist die einzige überlebende Unterart des Hawaii-Rohrsängers, dessen Nominatform, der Laysan-Rohrsänger, zwischen 1916 und 1923 ausgestorben ist. Aufgrund morphologischer Unterschiede zwischen den beiden Formen wird der Nihoa-Rohrsänger manchmal auch als eigenständige Art betrachtet. Das Unterartepitheton kingi ehrt Samuel Wilder King, den Kapitän der Tanager-Expedition und späteren Gouverneur von Hawaii.

## Merkmale
Der Nihoa-Rohrsänger erreicht eine Größe von 13 Zentimetern und ein Durchschnittsgewicht von 18,3 Gramm. Die Zügel sind weißlich und weisen einige olivfarbene Spitzen und Binden auf. Der dünne Überaugenstreif ist weißlich. Oberkopf und Nacken sind oliv. Die Oberseite ist oliv-braun, der Bürzel ist dunkelgrau. Oberflügeldecken, Handschwingen und Armschwingen sind meist braun mit grauen und gelbbraunen Säumen. Die Steuerfedern sind haarbraun mit gelbbraun-oliven Säumen. Schwanzfedern und Armschwingen haben dunkel bräunlich-olive Binden. Die Unterseite ist weißlich. Die Brustseiten sind rauchgrau, die Flanken gelbbraun oliv und die Unterschwanzdecken hellgrau. Die Iris ist dunkel. Der Oberschnabel ist sepiafarben, der Unterschnabel zimtfarben. Beide Schnabelhälften weisen eine auffällige dunkle Spitze auf. Die Beine sind hellgrau bis braun. Die Geschlechter ähneln sich, bei den Weibchen können die Unterbrust und der Bauch jedoch weißlich und cremefarben verwaschen sein. Die Jungvögel sind unbeschrieben.

## Vorkommen und Lebensraum
Der Nihoa-Rohrsänger war bis 2011 auf der nur 63 ha großen hawaiischen Insel Nihoa endemisch. Seitdem gibt es auch eine Population auf der Insel Laysan, wo der Nihoa-Rohrsänger den ausgestorbenen Laysan-Rohrsänger ersetzen soll. Der Nihoa-Rohrsänger bewohnt von Büschen dominierte Hügelhänge und bevorzugt dichte Bodenvegetation, insbesondere rund um die Straucharten Chenopodium oahuense und Sida fallax. Jedoch ist er auch in anderen Sträuchern und im Horstgras zu finden.

## Nahrung
Die Nahrung besteht hauptsächlich aus Insekten und deren Larven, insbesondere aus Nachtfaltern und Raupen (Lepidoptera, einschließlich Eulenfaltern der Gattung Agrotis), Lausfliegen (Hippoboscidae), Feldheuschrecken (Acrididae), kleinen Käfern aus den Familien der Breitrüssler (Anthribidae), Blattkäfer (Chrysomelidae), Marienkäfer (Coccinellidae), Rüsselkäfer (Curculionidae), Glanzkäfer (Nitidulidae) und Schwarzkäfer (Tenebrionidae) sowie aus Bodenwanzen (Lygaeidae), Zwergzikaden (Cicadellidae), Blattläusen (Aphidoidea), Schildläusen (Coccoidea) und aus Hautflüglern (einschließlich Bienen, Wespen und Ameisen). Auch Pseudoskorpione, Spinnen und Grassamen gehören zur Nahrung. Der Nihoa-Rohrsänger sucht seine Beute in Sträuchern, Horstgräsern, in niedriger Vegetation aber auch im Laub und auf der Bodenoberfläche, während er läuft, hüpft oder klettert. Manchmal fängt er Insekten auch in der Luft.

## Bestand und Gefährdung
Der Nihoa-Rohrsänger wird von der IUCN in die Kategorie „vom Aussterben bedroht“ (critically endangered) klassifiziert. Erhebungen in den letzten 40 Jahren haben ergeben, dass der Bestand starken Schwankungen unterworfen ist. Zwischen 31 und 731 Exemplare wurden in diesem Zeitraum gezählt. Die Bestandszahlen werden vermutlich durch das Wetter reguliert. Dürren, Stürme und Hurrikane haben unweigerlich negative Auswirkungen. Das Bestandsniveau wird auch von den Schwankungen im Insektenangebot beeinflusst. Klimaveränderungen und das unabsichtliche Einschleppen von Raubsäugern könnten schnell zum Aussterben des Nihoa-Rohrsängers führen. Brände stellen ebenfalls eine potentielle Gefährdung dar. Der Nihoa-Kleidervogel (Telespiza ultima) zerstört manchmal die Gelege, Beutegreifer, die den Bestand des Nihoa-Rohrsängers ernsthaft gefährden, existieren jedoch nicht auf der Insel. Der Lebensraum befindet sich in einem streng geschützten Naturschutzgebiet, das nur Biologen und andere Forscher mit vorheriger Genehmigung betreten dürfen. Strenge Regeln sollen das unbeabsichtigte Einschleppen von Neophyten und Neozoen via Kleidung oder Ausrüstung auf der Insel verhindern. Daneben sind Umsiedlungsprojekte geplant. 2011 und 2012 wurden 24 und 26 Exemplare nach Laysan ausgewildert. Diese Population ist im Jahr 2013 auf über 100 gestiegen.